# Carroll Clark
Pour les articles homonymes, voir Clark.
Carroll Clark, né le 6 février 1894 à Mountain View (Californie), mort d'une crise cardiaque le 17 mai 1968 à Glendale (Californie), est un directeur artistique et décorateur de cinéma américain.

## Biographie
Au cinéma, Carroll Clark est directeur artistique ou décorateur sur plus de deux cents films américains (dont bon nombre bien connus : voir la filmographie sélective ci-après), y compris des westerns, entre 1927 et 1968.
De 1931 à 1956, il travaille principalement au sein de la RKO Pictures, où il est souvent associé à son collègue Van Nest Polglase. Entre autres, il contribue à plusieurs films musicaux avec le couple Fred Astaire - Ginger Rogers, comme La Joyeuse Divorcée (1935) ou L'Entreprenant Monsieur Petrov (1937).
De 1956 à 1968, il collabore exclusivement à des productions de Walt Disney Pictures (Studios Disney), dont Mary Poppins (1964) et Un amour de Coccinelle (1968), son dernier film. Il est nommé directeur du département artistique du studio Disney
À la télévision, Carroll Clark est directeur artistique sur quarante-sept épisodes (diffusés de 1957 à 1968) de la série Le Monde merveilleux de Disney, ainsi que sur deux téléfilms (1967 et 1968), également produits par Walt Disney Pictures.
Au long de sa carrière, il obtient sept nominations (voir détails ci-dessous) à l'Oscar de la meilleure direction artistique (notamment en 1965, pour Mary Poppins), mais n'en gagne pas.

## Filmographie

### Au cinéma (sélection)

#### Productions RKO Pictures
- 1931 : The Big Shot de Ralph Murphy et Edward Sedgwick
- 1931 : Mon mari et sa fiancée (Smart Woman) de Gregory La Cava
- 1932 : L'Oiseau de paradis (Bird of Paradise) de King Vidor
- 1932 : L'Âme du ghetto (Symphony of Six Million) de Gregory La Cava
- 1932 : Les Chasses du comte Zaroff (The Most Dangerous Game) d'Ernest B. Schoedsack et Irving Pichel
- 1932 : La loi ordonne (State's Attorney) de George Archainbaud
- 1932 : Le Fantôme de Crestwood (The Phantom of Crestwood) de J. Walter Ruben
- 1932 : Les Conquérants de William A. Wellman
- 1932 : Héritage (Bill of Divorcement) de George Cukor
- 1932 : Treize Femmes (Thirteen Women) de George Archainbaud
- 1932 : Gangsters de Broadway (Panama Flo), de Ralph Murphy
- 1933 : Carioca (Flying Down to Rio) de Thornton Freeland
- 1933 : King Kong de Merian C. Cooper et Ernest B. Schoedsack
- 1933 : Sa femme (No Other Woman), de J. Walter Ruben
- 1934 : L'Emprise (Of Human Bondage) de John Cromwell
- 1934 : La Joyeuse Divorcée (The Gay Divorcee) de Mark Sandrich
- 1934 : Mademoiselle Hicks (Spitfire) de John Cromwell
- 1934 : This Man Is Mine de John Cromwell
- 1934 : Le Petit Ministre (The Little Minister) de Richard Wallace
- 1935 : Roberta de William A. Seiter
- 1935 : Cœurs brisés (Break of Hearts) de Philip Moeller
- 1935 : Le Danseur du dessus (Top Hat) de Mark Sandrich
- 1935 : Les Trois Mousquetaires (The Three Musketeers) de Rowland V. Lee
- 1936 : Marie Stuart (Mary of Scotland) de John Ford
- 1936 : En suivant la flotte (Follow the Fleet) de Mark Sandrich
- 1936 : Sur les ailes de la danse (Swing Time) de George Stevens
- 1936 : Révolte à Dublin (The Plough and the Stars) de John Ford
- 1937 : Une demoiselle en détresse (A Damsell in Distress) de George Stevens
- 1937 : Pension d'artistes (Stage Door) de Gregory La Cava
- 1937 : L'Entreprenant Monsieur Petrov (Shall we dance) de Mark Sandrich
- 1938 : Mariage incognito (Vivacious Lady) de George Stevens
- 1938 : Quelle joie de vivre (Joy of Living) de Tay Garnett
- 1938 : Amanda (Carefree) de Mark Sandrich
- 1938 : Miss Manton est folle (The Mad Miss Manton) de Leigh Jason
- 1939 : Mademoiselle et son bébé (Bachelor Mother) de Garson Kanin
- 1941 : Soupçons (Suspicion) d'Alfred Hitchcock
- 1942 : Tamara de Tahiti (The Tuttles of Tahiti) de Charles Vidor
- 1942 : Jeanne de Paris (Joan of Paris) de Robert Stevenson
- 1942 : La marine triomphe (The Navy comes through) d'A. Edward Sutherland
- 1943 : Les Enfants d'Hitler (Hitler's Children) d'Edward Dmytryk
- 1943 : Perdue sous les tropiques (Flight to Freedom) de Lothar Mendes
- 1943 : L'Aventure inoubliable (The Sky's the Limit) d'Edward H. Griffith
- 1943 : Tender Comrade d'Edward Dmytryk
- 1944 : Mon ami le loup (My Pal Wolf) d'Alfred L. Werker
- 1944 : Step Lively de Tim Whelan
- 1944 : Jours de gloire (Days of Glory) de Jacques Tourneur
- 1944 : Adieu, ma belle (Murder, My Sweet) d'Edward Dmytryk
- 1945 : Le Cottage enchanté (The Enchanted Cottage) de John Cromwell
- 1945 : Pavillon noir (The Spanish Main) de Frank Borzage
- 1945 : Pris au piège (Cornered) d'Edward Dmytryk
- 1946 : Les Enchaînés (Notorious) d'Alfred Hitchcock
- 1947 : Sinbad le marin (Sinbad the Sailor) de Richard Wallace
- 1947 : Deux sœurs vivaient en paix (The Bachelor and the Bobby-Soxer) d'Irving Reis
- 1947 : Taïkoun (Tycoon) de Richard Wallace
- 1948 : Un million clé en main (Mr. Blandings builds his Dream House) d'Henry C. Potter
- 1948 : La Course aux maris (Every Girl should be married) de Don Hartman
- 1948 : Tendresse (I remember Mama) de George Stevens
- 1949 : Secret de femme (A Woman's Secret) de Nicholas Ray
- 1949 : Mariage compliqué (Holiday Affair) de Don Hartman
- 1951 : Les Coulisses de Broadway (Two Tickets to Broadway) de James V. Kern
- 1951 : Plus fort que la loi (Best of the Badman) de William D. Russell
- 1952 : Un si doux visage (Angel Face) d'Otto Preminger
- 1953 : French Line (The French Line) de Lloyd Bacon
- 1953 : Passion sous les tropiques (Second Chance) de Rudolph Maté
- 1954 : Belle mais dangereuse (She Couldn't Say No) de Lloyd Bacon
- 1954 : Suzanne découche (Susan slept here) de Frank Tashlin
- 1955 : La Vénus des mers chaudes (Underwater !) de John Sturges
- 1956 : Le Conquérant (The Conqueror) de Dick Powell

#### Productions Walt Disney Pictures
- 1956 : L'Infernale Poursuite (The Great Locomotive Chase) de Francis D. Lyon
- 1957 : Fidèle Vagabond (Old Yeller) de Robert Stevenson
- 1957 : Johnny Tremain de William Beaudine
- 1958 : Lueur dans la forêt (The Light in the Forest) d'Herschel Daugherty
- 1959 : Quelle vie de chien ! (The Shaggy Dog) de Charles Barton
- 1959 : Darby O'Gill et les Farfadets (Darby O'Gill and the Little People) de Robert Stevenson
- 1960 : Polyanna de David Swift
- 1960 : Le Clown et l'Enfant (Toby Tyler or Ten Weeks with a Circus) de Charles Barton
- 1960 : Les Dix Audacieux (Ten who dared) de William Beaudine
- 1961 : Monte là-d'ssus (The Absent-Minded Professor) de Robert Stevenson
- 1961 : Babes in Toyland de Jack Donohue
- 1961 : La Fiancée de papa (The Parent Trap) de David Swift
- 1962 : Un pilote dans la Lune (Moon Pilot) de James Neilson
- 1962 : Compagnon d'aventure (Big Red) de Norman Tokar
- 1962 : Bon voyage ! (titre original) de James Neilson
- 1963 : Après lui, le déluge (Son of Flubber) de Robert Stevenson
- 1963 : Sam l'intrépide (Savage Sam) de Norman Tokar
- 1963 : L'Été magique (Summer Magic) de James Neilson
- 1963 : Johnny Shiloh (téléfilm)
- 1964 : Mary Poppins de Robert Stevenson
- 1964 : Les Mésaventures de Merlin Jones (The Misadventures of Merlin Jones) de Robert Stevenson
- 1964 : Les Pas du tigre (A Tiger Walks) de Norman Tokar
- 1965 : Kilroy (téléfilm)
- 1965 : Un neveu studieux (The Monkey's Uncle) de Robert Stevenson
- 1965 : Calloway le trappeur (Those Calloways) de Norman Tokar
- 1965 : L'Espion aux pattes de velours (That Darn Cat !) de Robert Stevenson
- 1966 : Quatre Bassets pour un danois (The Ugly Daschung) de Norman Tokar
- 1966 : Demain des hommes (Follow Me, Boys !) de Norman Tokar
- 1967 : Rentrez chez vous, les singes ! (Monkeys, Go Home !) d'Andrew V. McLaglen
- 1967 : L'Honorable Griffin (The Adventures of Bullwip Griffin) de James Neilson
- 1967 : La Gnome-mobile (The Gnome-Mobile) de Robert Stevenson
- 1967 : Le Plus Heureux des milliardaires (The Happiest Millionaire) de Norman Tokar
- 1968 : The One and Only, Genuine, Original Family Band de Michael O'Herlihy
- 1968 : Le Fantôme de Barbe-Noire (Blackbeard's Ghost) de Robert Stevenson
- 1968 : Frissons garantis (Never a Dull Moment) de Jerry Paris
- 1968 : Le Cheval aux sabots d'or (The Horse in the gray Flannel Suit) de Norman Tokar
- 1968 : Un amour de Coccinelle (The Love Bug) de Robert Stevenson

#### Productions autres
- 1927 : The Magic Garden de James Leo Meehan
- 1930 : Holiday d'Edward H. Griffith
- 1930 : Swing High de Joseph Santley
- 1930 : Her Man de Tay Garnett
- 1931 : Le Désert rouge (The Painted Desert) d'Howard Higgin
- 1940 : Abraham Lincoln (Abe Lincoln in Illinois) de John Cromwell
- 1949 : Fiancée à vendre (Bride for Sale) de William D. Russell
- 1950 : Fureur secrète (The Secret Fury) de Mel Ferrer
- 1951 : L'Ambitieuse (Payment on Demand) de Curtis Bernhardt
- 1951 : La Femme au voile bleu (The Blue Veil) de Curtis Bernhardt
- 1952 : Le démon s'éveille la nuit (Clash by Night) de Fritz Lang
- 1953 : Tarzan et la diablesse (Tarzan and the She-Devil) de Kurt Neumann
- 1953 : Investigation criminelle (Vice Squad) d'Arnold Laven
- 1955 : Son seul amour (One Desire) de Jerry Hopper
- 1956 : L'Invraisemblable Vérité (Beyond a Reasonable Doubt) de Fritz Lang
- 1956 : La Cinquième Victime (While the City sleeps) de Fritz Lang

### À la télévision (intégrale)
Productions Walt Disney Pictures
- 1957-1968 : Série Le Monde merveilleux de Disney (The Wonderful World of Disney ou Disneyland), Saisons 3 à 14, quarante-sept épisodes
  - 1957-1958 : The Saga of Andy Burnett (6 épisodes)
  - 1962 : Sammy, the Way-Out Seal
- 1967 : A Boy called Nuthin', téléfilm de Norman Tokar
- 1968 : The Young Loner, téléfilm de Michael O'Herlihy

## Nominations
- Oscar de la meilleure direction artistique (nominations uniquement) :
  - En 1935, pour La Joyeuse Divorcée (nomination partagée avec Van Nest Polglase) ;
  - En 1936, pour Le Danseur du dessus (nomination partagée avec Van Nest Polglase) ;
  - En 1938, pour Une demoiselle en détresse ;
  - En 1944, catégorie noir et blanc, pour Perdue sous les tropiques (nomination partagée avec Albert S. D'Agostino, Darrell Silvera et Harley Miller) ;
  - En 1945, catégorie noir et blanc, pour Step Lively (nomination partagée avec Albert S. D'Agostino, Darrell Silvera et Claude E. Carpenter) ;
  - En 1962, catégorie noir et blanc, pour Monte là-d'ssus (nomination partagée avec Emile Kuri et Hal Gausman) ;
  - Et en 1965, catégorie couleur, pour Mary Poppins (nomination partagée avec William H. Tuntke, Emile Kuri et Hal Gausman).